# ميخائيل جونستون (سياسي)
ميخائيل جونستون (بالإنجليزية: Michael Johnston)‏ هو سياسي أمريكي، ولد في 17 نوفمبر 1974 في فيل في الولايات المتحدة. حزبياً، نشط في الحزب الديمقراطي.